# Шубранець (село)
Шубране́ць — село в Україні, у Горішньошеровецькій сільській громаді Чернівецького району Чернівецької області.

## Географія
Село розташоване на зручному схилі однієї із приток Прута, що здавна помітили народи, що тут проживали, поблизу села проходить автошлях Т 2602.

## Історія
На території села археологи знаходять знахідки трипільської (ІІІ тис. до н. е., перша землеробська культура Європи), фракійської (IX—VII ст. до н. е., коли на Буковині вперше почало використовуватись залізо для виготовлення знарядь праці), черняхівської культур. Неможливо не помітити і стародавній курган в урочищі Могила, котрий видно практично з будь-якого куточка села.
Історія нинішнього Шубранця веде свій початок від часу поширення в області слов'янського населення: археологи виявили сліди слов'янських поселень ще VI—VII ст., і відтоді село існує постійно.
Нещодавно Шубранець тихо відзначив своє 580-ліття. Саме стільки років пройшло з часу першої писемної згадки. 18 жовтня 1435 року, або за тодішнім літочисленням, у 6943 році від створення світу, у Хотині Ілля Воєвода, «Господар землі молдавської», подарував село Шубранець («Собранец у Цецинской держави») боярину Стан Бабичу, котрий «служив батьку нашому, котрий нещодавно спочив, правою і вірною службою, а нині служить нам». Нині оригінал грамоти, найімовірніше, зберігається у Москві.
Рання історія села обмежується епізодичними згадками про нього у кількох дарчих грамотах. З них можна довідатись, що імовірно наприкінці 1488 року молдавським господарем Стефаном Великим Шубранець було подаровано щойно заснованому монастирю Воронець, а 7 вересня 1640 року монастир Воронець продав село Шубранець Лупулу Строєскулу «за 100 золотих, одяг дамаської роботи (лицарські обладунки або розкішне східне убранство) та кілька вуликів». Надалі Шубранець залишається у власності нащадків Лупула Строєскула, часто поділеним на досить дрібні частини. Згодом, вже за Австрії, село опинилося в руках родини Мерцовичів (Кристофа та Іоанна, а на початку XX століття — Софії та Анни), а із 1911 р. — родини Петра Ромашкана, котрий проживав в селі до самого початку Другої світової війни.
Остаточно невідоме і точне походження назви села. Традиційно вважається, що воно походить від слова «Собраніє», оскільки у першій згадці воно згадується як «Собранец». Водночас, якого роду зібрання відбувалися на території села невідомо. Поширенішою у селі є версія походження назви села від жебраків, котрі першими тут оселилися і дали селу назву Жебранець, котра згодом перетворилася на Шубранець.
У XIX ст. в селі було дві церкви: приходська, збудована у 1782 році Константаном та Єленою Строєскулами та відреставрована у 1865 році, та церква на честь Марії Гіммельфахт (у 1885 р. згоріла). Нинішня, кам'яна церква збудована 1899 р. Священиком в середині 19 ст. був Теофіл Нікоровіч, в другій половині 19 — на початку 20 ст., впродовж 35 років — Георгій Завадовський, а із 1907 р. і до початку Другої світової війни — Корнел Ріттер фон Барбір.
Не залишався осторонь Шубранець і процесів українського відродження: у селі діяли читальня Руської бесіди, позичкова каса, товариство Січ у Шубранці. Сільська школа започаткована ще у 1873 році. Першим учителем був і залишався ним впродовж тривалого часу — Георгій Кирилович.
Справжні випробування на долю шубранчан принесла Друга світова війна та встановлення радянської влади. Румунська влада чимало шубранчан вигнала на роботи до Румунії, навесні 1943 року розгромила місцевий осередок ОУН — засуджено 13 мешканців, із них троє — на терміни по 25 років ув'язнення. Повернулася радянська влада, але жити стало ще важче. Практично усіх чоловіків забрано на фронт, з яких 132 жителя Шубранця загинуло на фронтах другої світової війни. А поки чоловіки воювали, їхні жінки і діти піддавались важкому гнобленню з боку нової влади — самі мусили обробляти землю, здавати «здачу» (поставки), вивозити «кобіти» (кубометри лісу) на рудстойку, підписуватись на займи. Згодом навіть почалася справжнє полювання на людей, як нещодавно гітлерівська Німеччина — хапали молодих дівчат і відправляли на Донбас. Почали заводити колгоспи, а що селяни не надто охоче до них вступали — у 1946—1947 роках організували голодомор, за прикладом 1932–1933 років на Великій Україні.
Проте народ вже знав, що несе їм повернення Радянської влади, і став на власний захист, на боротьбу за незалежну Україну як порятунок від сваволі окупантів. Вихідці з Шубранця були серед керівників українського визвольного руху на Буковині.
Серед них — Дмитро Гирюк, один із організаторів руху опору в селі і на Буковині загалом. У 1942 р. Дмитра на кілька місяців призначено керівником ОУН усієї Буковини.
Серед найвідоміших повстанців — Василь Кантемір, 1922 року народження, відомий під псевдо «Деркач», а також «Остап» та «Денис». До повстанців вступив ще влітку 1944 року, у відділення УПА, яким керував «Федір». Восени 1944 року Кантемір вступає до боївки Юрася (Костянтина Майданського із Рогізни), у складі якої знаходився до весни 1945 року. Кантемір був керівником одного із роїв у боївці і вважався правою рукою, заступником Юрася. У складі цієї боївки Кантемір брав участь у низці відплатних акцій, в яких набув великого досвіду, зарекомендував себе відданим і сміливим бійцем. Брав участь у складі боївки Юрася у акціях у селі Василів, у Кадубівцях, Бурівцях, у с. Онут, Боянчук, Топорівці, у спаленні спиртзаводу в Шерівцях — усіх не перелічити. Наприкінці березня 1946 року Василя Кантеміра призначають керівником Кіцманського районного проводу ОУН, і це положення в ОУН він займав впродовж двох років, тобто до часу свого арешту у березні 1948 року спочатку під псевдо «Остап», а згодом — «Денис». Вже як керівник Кіцманського району організовував і брав участь у цілому ряді — відомо більше 20 — диверсійних актів та відплатних акцій. 8 березня 1948 року у с. Мамаївцях прийняв бій із військами НКВС, в якому загинув Юрась, а його, важко пораненого, захопили в полон. Вирок суду — 25 років позбавлення волі.
Активну роль у русі опору окупантам відігравали шубранецькі жінки. Побуцька Євгенія, 1923 року народження, на псевдо «Бджілка», була районним провідником ОУН Заставнівського району до її арешту у 1945 році. Магалевич Синефта, 1914 року народження, була повітовою Садгірського повіту, мала псевдо «МАРТА». Її рідний брат — Магалевич Георгій на псевдо «Лев», був повішений радянською владою у селі Гаврилівці Кіцманського району, де нині стоїть пам'ятник загиблим повстанцям. Інший рідний брат — Магалевич Василь, на псевдо «Сивий» та «Бандура», воював у відділі УПА на Сторожинеччині (боївка «Річки»). Її сестра Марія засуджена за догляд за пораненим повстанцем на псевдо «Їжак» — Маріуца Іваном із Мосорівки.
Інша шубранчанка — Шкрета Домка, 1928 року народження, псевдо «Люба», впродовж літа 1944 року переховувала у себе вдома керівника ОУН Буковини Мотрю (Артемізію Галицьку із Садгори), виконувала її особливі доручення. Вона одна із не багатьох, котрій вдалося втекти із тюрми НКВС у Садгорі. Проте через деякий час її знову упіймали і заарештували. Вона і тоді не скорилася — під час відправлення до тюрми на пересильній станції у Вінниці намагалася знову втекти і була застрілена при спробі втечі. Її рідну мати наприкінці 1944 року заарештували і засудили до смертної кари, мамину сестру Вероню — до 15-річного ув'язнення. Діти Вероні — Йосип, на псевдо Тиміш, загинув у бою з військами НКВС у Добринівцях, інший, Василь, після румунської тюрми за організацію осередку ОУН направлений на Донбас, де і загинув. Двох братів Шкрети Домки, Василя та Івана, наприкінці 1947 року виселено до Сибіру.
Подібних історій може пригадати ще не одна родина у Шубранці, як і загалом на Буковині. А територія села у післявоєнні роки стала справді ареною бойових дій між повстанцями та поплічниками антинародної влади. У жовтні 1944 року повстанці знищили голову сільської ради Шубранця Петрюка, котрий організовував колгосп ще у 1941 році та на початку війни утік із села і переховувався на Сході, повернувся разом із «визволителями» втілювати радянську політику у селі. У вересні 1946 р. повстанцями знищений інший голова сільської ради Василь Ластівка, а також одночасно уповноважений райкому партії, Директор Садгірського Райхарчокомбінату на прізвище Безбожний. Наприкінці березня 1947 р. в селі було вбито працівника МГБ — Єгошина (найімовірніше — справа рук Кантиміра), 17 лютого 1948 р. — іншого працівника МГБ Каліннікова (акцію здійснили Юрась та референт СБ Садгірського районного проводу ОУН «Борис»).
Після смерті Сталіна життя у селі стало спокійнішим. Місцевий колгосп поступово вибився у т. зв. «мільйонери», велося активне господарювання. Поступово в селі засновані і діють фельдшерсько-акушерський пункт, відділення зв'язку, ощадна каса. В 1964 році став до ладу Будинок культури, де працює сільська бібліотека, історико-краєзнавчий музей. В 1976 році вступила в дію новозбудована школа, з 1983 року введено в дію дитячий садок. Серед видатних уродженців села — заслужений артист України, керівник Буковинського ансамблю пісні і танцю Дарій Ластівка, український дитячий письменник Василь Кукульняк, збірки якого знають практично в усіх школах Чернівців.
З 24 серпня 1991 року село у складі незалежної України.
17 липня 2020 року, в результаті адміністративно-територіальної реформи та ліквідації Заставнівського району, село увійшло до складу Чернівецького району.

## Населення
Згідно з переписом УРСР 1989 року чисельність наявного населення села становила 1718 осіб, з яких 779 чоловіків та 939 жінок.
За переписом населення України 2001 року в селі мешкало 1785 осіб.

### Мова
Розподіл населення за рідною мовою за даними перепису 2001 року:
| Мова       | Відсоток |
| ---------- | -------- |
| українська | 98,95    |
| російська  | 0,78 %   |
| румунська  | 0,11 %   |
| молдовська | 0,06 %   |

## Відомі особистості

### Народилися
- Кукульняк Василь Дмитрович (* 1938) — український дитячий письменник.
- Мустеца Василь — історик, родом із Шубранця.

### Померли
- Мензак Іван — референт пропаганди Буковинського окружного проводу ОУН, в. о. провідника Заставнянського («Запрутського») надрайонного проводу ОУН.